# Kruislieveheer (Sint-Kwintens-Lennik)
Het kruis ter ere van Christus is een kruislieveheer in Sint-Kwintens-Lennik, een deelgemeente van Lennik in de Belgische provincie Vlaams-Brabant. Het kruis is gelegen op het kruispunt van de Tuitenbergstraat en de Tuitenberg naar de Lombeeksestraat.

## Historiek
De topografische kaart van 1873 geeft reeds een kruis aan op deze plaats. Een foto uit de jaren 1970-1980 toont het kruis met afdak. Dat afdak was niet meer aanwezig in 2002. Vandaag is het kruis verdwenen, enkel de witte bank resteert.

## Architectuur
De verticale stijl van het kruis was verstevigd door twee ijzers en de voet was omringd door stenen. De top van deze stijl eindigde op een punt. Ook de dwarsbalk eindigde langs de twee zijden op een punt. Deze balk was vastgemaakt aan de verticale stijl door middel van een dikke schroef. Het kruis was bruin geverfd. De Christusfiguur was witgeverfd, behalve de haren en de baard die bruin getint waren. De smalle lendendoek was vooraan geknoopt en hing langs de rugzijde naar beneden. In de handpalmen, aan de voeten en in de rechterzijde van het lichaam waren de kruiswonden met rode verf voorgesteld. Het hoofd van de Verlosser hing neergebogen op de rechterschouder. Boven op de verticale stijl prijkte een witte banderol met het opschrift ‘IN/RI’. Het calvariekruis werd aanvankelijk beschermd door een houten zadeldak. Achter het kruis stond een witte zitbank.